# Staughton Lynd
Pour les articles homonymes, voir Lynd.
Staughton Lynd, né le 22 novembre 1929 à Philadelphie (Pennsylvanie) et mort le 17 novembre 2022 à Warren (Ohio), est un historien, auteur, avocat du travail et militant américain.
La contribution de Lynd à la cause de la justice sociale et du mouvement pour la paix est relatée dans la biographie de Carl Mirra, The Admirable Radical: Staughton Lynd and Cold War Dissent, 1945–1970 (2010).

## Biographie
Au cours d'une carrière longue et variée, Staughton Lynd a, entre autres, créé et développé des écoles pour les enfants noirs dans le Mississippi, dirigé des manifestations pacifistes à Washington, fut objecteur de conscience pour s'opposer à la guerre du Viêt Nam, s'est battu pour les droits du travail dans le Midwest industriel.
Lynd était un des plus importants activistes issus du monde académique - avec son ami et collègue Howard Zinn - qui, dans les années 1960, ont ajouté l'engagement politique à l'érudition objective et détachée.
Staughton Lynd était notamment lié avec Howard Zinn, Tom Hayden, Daniel Berrigan, A. J. Muste et David Dellinger. Il obtint son doctorat d'histoire à l'université Columbia de New York et enseigna au Spelman College (en) en Géorgie ainsi qu'à l'université Yale.